# استارگیت (فیلم)
استارگیت (انگلیسی: Stargate) یک فیلم علمی تخیلی ماجراجویی محصول ۱۹۹۴ به کارگردانی و نویسندگی رولاند امریش با بازی کرت راسل، جیمز اسپیدر، جی دیویدسون، آلکسیس کروز، میلی آفیتال و ویوسا لیندفورش است.
طرح داستان بر فرض یک «استارگیت» متمرکز است، یک وسیله حلقه‌ای شکل باستانی که یک کرم چاله ایجاد می‌کند و امکان سفر به یک دستگاه مشابه را در سایر نقاط جهان فراهم می‌کند. طرح اصلی فیلم نظریه موجودات فرازمینی را بررسی می‌کند که بر تمدن بشری تأثیر دارند. سرهنگ «جک اونیل» (با بازی کرت راسل) فرماندهی یک تیم داوطلب را برای رد شدن از یک حلقه (به شکل یک دروازهٔ ستاره‌ای در کهکشان) و گذر در تونل زمان به عهده می‌گیرد. خیلی زود گروه به صحرایی در سیاره‌ای دیگر منتقل می‌شوند. صحرانشیان که شبیه مردم مصر باستان هستند سرکرده‌ای دارند که زندگی جاودان دارد و جسمش به‌طور مداوم تازه و باطراوت می‌شود.
این فیلم که در ابتدا در ۲۸ اکتبر ۱۹۹۴ توسط مترو گلدوین مایر اکران شد، نقدهای متفاوتی دریافت کرد و فضا، داستان، شخصیت‌ها و محتوای گرافیکی آن مورد تحسین و انتقاد قرار گرفت. این فیلم ۱۹۶٫۶ میلیون دلار در سراسر جهان در مقابل بودجه تولید ۵۵ میلیون دلار فروخت.

## شرح داستان
در سال ۱۹۲۸، در جیزه، مصر، باستان‌شناسی به نام پروفسور پل لنگفورد، به همراه دخترش کاترین، سنگ‌های پوششی (که به نام هرم خوابیده یا سنگ تاج نیز شناخته می‌شوند) را کشف می‌کنند که با هیروگلیف مصری و دیگر نشانه‌ها حکاکی شده است. در زیر این سنگ‌ها، یک حلقه فلزی بزرگ با کاربردی نامعلوم پیدا می‌کنند.
در سال ۱۹۹۴، کاترین که اکنون مسن شده است، مصرشناس و زبان‌شناسی به نام دنیل جکسن را دعوت می‌کند تا هیروگلیف‌ها را ترجمه کند. این سنگ‌ها که در یک پایگاه نظامی زیرزمینی در کلرادو نگهداری می‌شوند، بخشی از یک پروژه محرمانه نیروی هوایی ایالات متحده آمریکا به سرپرستی ستاد فرماندهی عملیات‌های ویژه نیروی هوایی و سرهنگ جک انیل هستند. جکسن متوجه می‌شود که هیروگلیف‌ها به «دروازه‌ای ستاره‌ای» اشاره دارند که از صورت‌های فلکی به‌عنوان مختصات فضایی استفاده می‌کند. سپس به او دروازه ستاره‌ای، یا همان دستگاه حلقه‌ای از جیزه، نشان داده می‌شود. آن‌ها با استفاده از مختصات او، مسیر داخلی چرخان دروازه را با علامت‌هایی به شکل هفت در لبه بیرونی آن تنظیم می‌کنند. هنگامی که هفت عالمت قفل می‌شوند، یک کرم‌چاله باز می‌شود که دروازه را با سیاره‌ای دوردست متصل می‌کند. جکسن به همراه انیل و تیمش (رایلی، پرو، فریمن، براون، فررتی، و کوالسکی) از این کرم‌چاله عبور می‌کنند.
آن‌ها درون یک هرم روی سیاره بیابانی «ابدوس» ظاهر می‌شوند. جکسن تلاش می‌کند نشانه‌های لازم برای بازگشت به زمین از طریق دروازه ستاره‌ای را پیدا کند، اما موفق نمی‌شود. انیل دستور می‌دهد که کوالسکی اردوگاه را برپا کند. جکسن یک موجود بزرگ با افسار به نام «مستج» را می‌بیند که وقتی او به آن نزدیک می‌شود، او را می‌کشد. انیل، کوالسکی، و براون او را دنبال می‌کنند و با قبیله‌ای از انسان‌ها که ماده‌ای معدنی عجیب استخراج می‌کنند، روبه‌رو می‌شوند. براون تشخیص می‌دهد که این ماده همان ماده‌ای است که دروازه ستاره‌ای از آن ساخته شده است. آن‌ها قبیله را دنبال می‌کنند و به شهر آن‌ها می‌رسند. جکسن متوجه می‌شود که آن‌ها به نوعی از زبان مصری سخن می‌گویند و می‌تواند با آن‌ها ارتباط برقرار کند. او درمی‌یابد که قبیله آن‌ها را به‌عنوان فرستادگان خدای خود، رع، می‌پندارد زیرا کاترین به جکسن یک تعویذ داده است. رئیس قبیله، کاسوف، دختر شعَری را به‌عنوان هدیه به جکسن تقدیم می‌کند. گرچه جکسن در ابتدا او را نمی‌پذیرد، اما بعدها به او علاقه‌مند می‌شود. انیل نیز با اسکعرا، پسر نوجوان کاسوف و دوستانش، دوستی برقرار می‌کند.
آن شب، سفینه رع بر فراز هرم فرود می‌آید و سربازانش فررتی و فریمن را دستگیر می‌کنند و پرو و رایلی را می‌کشند.
جکسن با بررسی نشانه‌های مخفی و گفتگو با قبیله، درمی‌یابد که رع یک موجود بیگانه است که در دوران مصر باستان به زمین آمده است تا بدن‌های انسانی را برای تمدید عمر خود تصاحب کند. رع این انسان‌ها را به بردگی گرفته و از دروازه ستاره‌ای برای انتقال برخی از آن‌ها به ابدوس جهت استخراج ماده معدنی مورد نیاز در فناوری بیگانگان استفاده کرده است. انسان‌های زمین علیه رع شورش کرده، سرپرستان او را سرنگون کرده و دروازه ستاره‌ای را دفن کردند تا استفاده از آن را متوقف کنند. جکسن در این بررسی یک لوح حاوی شش نشانه از هفت نشانه مورد نیاز برای بازگشت به زمین پیدا می‌کند، اما نشانه هفتم شکسته و فرسوده شده است.
هنگامی که جکسن، انیل، براون، و کوالسکی به هرم بازمی‌گردند، درگیری مسلحانه‌ای با سربازان رع رخ می‌دهد. براون کشته و کوالسکی زخمی می‌شود. جکسن و انیل دستگیر شده و نزد رع و نگهبانان او آورده می‌شوند. نگهبانان با کنار زدن کلاه‌خودهای زرهی خود، انسان‌نما بودن خود را نشان می‌دهند. درگیری دوباره رخ می‌دهد و جکسن کشته می‌شود، در حالی که انیل بیهوش شده و همراه دیگران زندانی می‌شود. رع بدن جکسن را درون دستگاهی شبیه به گور سنگی قرار می‌دهد که او را بازسازی می‌کند.
رع بمبی هسته‌ای را که انیل مخفیانه همراه خود آورده بود، نشان می‌دهد و قصد دارد این بمب را همراه محموله‌ای از ماده معدنی که قدرت انفجاری بمب را صد برابر افزایش می‌دهد، به زمین بفرستد تا یک فاجعه جهانی ایجاد کند.
جکسن و انیل با کمک قبیله شورش کرده و در نهایت رع را شکست می‌دهند. جکسن تصمیم می‌گیرد در ابدوس بماند، در حالی که انیل و دیگر اعضای تیم به زمین بازمی‌گردند.

## بازیگران
- کرت راسل در نقش جک انیل، افسر نیروی هوایی ایالات متحده آمریکا در ستاد فرماندهی عملیات‌های ویژه نیروی هوایی که پس از مرگ پسرش به دلیل شلیک تصادفی با اسلحه خودش، دچار افسردگی شدید می‌شود. او با آگاهی کامل از اینکه احتمالاً بازگشتی به زمین نخواهد داشت، وارد دروازه ستاره‌ای می‌شود. در واقعیت، کرت راسل در گارد ملی هوایی کالیفرنیا خدمت کرده و عضو بال تاکتیکی ۱۴۶ در ون نویز بوده است.[۳]
- جیمز اسپیدر در نقش دنیل جکسن، باستان‌شناس و زبان‌شناس که نظریه‌اش دربارهٔ اینکه فرعونهای دودمان چهارم مصر سازنده هرم بزرگ جیزه نبودند، چندان پذیرفته نشده است. اسپیدر ابتدا فیلمنامه را «وحشتناک» یافت، اما پس از ملاقات با کارگردان رولاند امریش، به دلیل ماجراجویی ساخت این فیلم، هیجان‌زده شد.[۴]
- جی دیویدسون در نقش رع، یک حیات فرازمینی قدرتمند در قالب انسان. او پس از جستجو در گیتی برای یافتن بدنی جدید برای ادامه حیات، شکل یک پسر نوجوان کنجکاو را به خود گرفت و مردم سیاره‌اش (زمین) را به بردگی کشید. او با استفاده از دروازه ستاره‌ای، انسان‌ها را از زمین به سیاره‌ای دیگر منتقل کرد تا زمانی که انسان‌های زمین شورش کرده و دروازه را دفن کردند. دیویدسون که تمایلی به ادامه بازیگری پس از اولین نقش خود در بازی گریه نداشت، نقش رع را تنها پس از قبول درخواست یک میلیون دلاری او پذیرفت.[۵] Stargate آخرین فیلم مهم او بود. Kairon John نقش رع نقاب‌دار و Dax Biagas نقش رع جوان را بازی کردند.
- ویوسا لیندفورش در نقش دکتر کاترین لنگفورد، رهبر غیرنظامی پروژه دروازه ستاره‌ای که در زمان کشف آن در جیزه در سال ۱۹۲۸ حاضر بود. پدرش به او تعویذی با تصویر چشم رع هدیه داد. Stargate آخرین فیلم او بود.[۳] Kelly Vint Castro نقش جوانی کاترین را بازی کرده است.
- آلکسیس کروز در نقش اسکارا، پسر کاسوف و برادر شائوری که به اونییل و تیمش در مبارزه با رع کمک می‌کند.
- میلی آفیتال در نقش شائوری، دختر کاسوف که به‌عنوان هدیه‌ای به دنیل جکسن پیشنهاد ازدواج داده می‌شود.
- لئون ریپی در نقش سرلشکر W. O. West، فرمانده تسهیلاتی که دستگاه دروازه ستاره‌ای در آن نگهداری می‌شود.
- جان دیهل در نقش سرهنگ دوم چارلز کوالسکی، معاون اونییل.
- Carlos Lauchu در نقش آنوبیس، فرمانده گارد شخصی رع.
- جایمن هانسو در نقش حوروس، یکی از محافظان شخصی رع.
- اریک آواری در نقش کاسوف، رهبر محلی مردم شهر نزدیک دروازه ستاره‌ای و پدر شائوری و اسکارا.
- فرنچ استوارت در نقش ستوان لوئیس فررتی، یکی از اعضای تیم اونییل.
- Christopher John Fields در نقش ستوان فریمن، یکی از اعضای تیم اونییل.
- دریک وبستر در نقش Senior Airman براون، یکی از اعضای تیم اونییل.
- Jack Moore در نقش Senior Airman ریلی، یکی از اعضای تیم اونییل.
- Steve Giannelli در نقش ستوان پرو، یکی از اعضای تیم اونییل.
- را آلن در نقش دکتر باربارا شور، محقق در حال مطالعه دروازه ستاره‌ای.
- ریچارد کایند در نقش دکتر گری مایرز، محقق در حال مطالعه دروازه ستاره‌ای.

## تولید
| r · n · p | rnp | t · Z1 · Z1 · Z1 | I8 · V20 | r · q | b | H | w | W15 | N1 · N25 | p | w | r · a | C1 | m | i | t · n | N8 |

| r · n · p | rnp | t · Z1 · Z1 · Z1 | I8 · V20 | r · q | b | H | w | W15 | N1 · N25 | p | w | r · a | C1 | m | i | t · n | N8 |

| m | x | m | t | S20 | Aa18 | n · f | q · r | s | T19 | A24 | Q6 · A55 | f · n | D&t | tA · r | G21 | H | H | ra · N23 |

| m | x | m | t | S20 | Aa18 | n · f | q · r | s | T19 | A24 | Q6 · A55 | f · n | D&t | tA · r | G21 | H | H | ra · N23 |

| s | sbA | b | O32 | n · Z1 · Z1 · Z1 | s | b | A | sbA · ra | Z1 · Z1 · Z1 · f |

| s | sbA | b | O32 | n · Z1 · Z1 · Z1 | s | b | A | sbA · ra | Z1 · Z1 · Z1 · f |

### توسعه
نسخه اصلی فیلم و نسخه کارگردان، هر دو در گاه‌شناسی روایت می‌شوند. وقتی دولین و امریش فیلم را در نسخه کارگردان ویرایش کردند تا روایت را منسجم‌تر کنند، تصمیم گرفتند صحنه‌ای در ابتدای فیلم اضافه کنند که نشان دهد میزبان انسانی رع قبل از تصاحب توسط بیگانگان چه کسی بوده است. فقط نیم‌تنه بالایی دیویدسون فیلم‌برداری شد.
اولین صحنه ترکیبی از شات‌های مدل و یک صحنه در یوما، آریزونا بود که قبلاً برای فیلم‌برداری رمبو ۳ استفاده شده بود. صحنه حفاری دروازه ستاره‌ای نیز طی سه روز در آریزونا فیلم‌برداری شد. جلوه طلایی به‌دلیل فیلم‌برداری نزدیک به غروب به‌دست آمد. برای صرفه‌جویی در هزینه، تولیدکنندگان از شکلک‌های چوبی با پارچه در بیابان استفاده کردند تا انسان‌ها را از دور نشان دهند. دروازه ستاره‌ای اصلی سیاه رنگ بود، اما شبیه یک تایر بزرگ به نظر می‌رسید، بنابراین در آخرین لحظات به رنگ نقره‌ای درآمد.
دورهٔ سخنرانی دنیل جکسن دربارهٔ نظریاتش در یک هتل در لس‌آنجلس فیلم‌برداری شد. این صحنه در ابتدا بسیار طولانی‌تر بود و بیشتر به نظریه‌هایی می‌پرداخت که بیگانگان اهرام مصر را ساخته‌اند، اما به دلیل محدودیت زمانی برای انتشار، کوتاه شد. صحنه‌هایی که اونییل را در خانه‌اش نشان می‌دهد، اولین صحنه‌هایی بود که با کرت راسل فیلم‌برداری شد؛ موهای او بعداً کوتاه شد. راسل درخواست کرد رنگ مویش برای فیلم کمی روشن‌تر شود. مجموعهٔ خیالی محل نگهداری دروازه ستاره‌ای بزرگ‌ترین صحنه فیلم بود و در گنبد سابق هیوز اچ-۴ هرکولس در لانگ بیچ، کالیفرنیا قرار داشت. Stuart Tyson Smith مصرشناس به تولید فیلم پیوست تا تمام هیروگلیف‌های مصر باستان و زبان گفتاری آن تا حد ممکن دقیق باشد.

## فیلم‌برداری
ماسک فرعون در تیتراژ ابتدایی از جنس فایبرگلاس ساخته و در کارگاه مدل‌سازی شد. این سکانس از عکاسی با کنترل حرکت استفاده کرد تا عمق میدان بهتری ایجاد کند. موسیقی فیلم Stargate اولین کار دیوید آرنولد برای یک فیلم بلند آمریکایی بود. زمانی که دولین و امریش برای اولین بار به لندن پرواز کردند تا با آرنولد ملاقات کنند، هنوز موسیقی فیلم را نشنیده بودند. پس از شنیدن آن، احساس کردند «او فیلم را به سطح دیگری ارتقا داده است.» آرنولد بعدها در تصویربرداری اصلی بازیگران را مصاحبه کرد و از اطلاعات به‌دست‌آمده برای بهبود موسیقی فیلم استفاده کرد.

## جلوه‌های بصری
تیم جلوه‌های بصری شامل ۴۰ نفر از Jeff Kleiser و Kleiser-Walczak Construction Co. ظاهر دروازه ستاره‌ای را طراحی کردند. آن‌ها از نرم‌افزارهای ساخت تصویر و ترکیب‌بندی نوشته‌شده توسط خودشان و همچنین بسته‌های دیجیتالی تجاری برای خلق دروازه ستاره‌ای، کلاه‌خودهای متغیر رع و محافظان حوروس و نمای شهری نگادا استفاده کردند. کلاه‌خودهای متغیر واقعاً سه‌بعدی نبودند، بلکه عناصر دوبعدی بودند. به گفته کلیزر: «شما شخصیت را بدون کلاه‌خود فیلم‌برداری می‌کنید، سپس شخصیت را با کلاه‌خود فیلم‌برداری می‌کنید. سپس باید این بخش‌های کوچک را ایجاد کنید که با حذف آن‌ها، کلاه‌خود آشکار شود—و باید همه چیز هماهنگ باشد.»
آثار ردپا در شن غالباً به‌صورت دیجیتالی حذف شدند. ایجاد کرم‌چاله که کاملاً دیجیتالی بود، یکی از بزرگ‌ترین چالش‌های ساخت فیلم بود. موج‌ها باید به‌صورت دیجیتالی ترکیب می‌شدند تا دقیق و واقعی به نظر برسند. لیزرهای اسکن‌کننده به‌صورت موازی با دروازه قرار گرفتند تا میزان عبور بدن از سطح صفحه دروازه را نشان دهند. سپس، بخش‌هایی از بدن که هنوز عبور نکرده یا عبور کرده بودند (بسته به زاویه فیلم‌برداری) با استفاده از مات دیجیتالی حذف شدند، فرآیندی که اجزای ناخواسته را از یک فریم یا توالی فریم‌ها حذف می‌کند. قیف آبی که قبل از باز شدن دروازه ستاره‌ای ظاهر می‌شود، با تخلیه یک توپ هوایی به داخل مخزن آب فیلم‌برداری شد. به گفته کلیزر: «ما نمی‌دانستیم چقدر فشار هوا برای توپ لازم است، اما مقدار آن بین ۱ تا ۵۰۰ پوند بود. گفتیم 'بیا ۱۰۰ رو امتحان کنیم—دوربین رو روشن کن و توپ رو بزن.' کل آب مخزن به دوربین و همه پاشید. در نهایت ۱ پوند مناسب بود.»
استفاده از کامپیوتر برای ایجاد استوری‌بورد سه‌بعدی بزرگ به امریش اجازه داد زوایای مختلف فیلم‌برداری را قبل از تصمیم‌گیری دربارهٔ زاویه نهایی امتحان کند.

## موسیقی
موسیقی فیلم توسط دیوید آرنولد ساخته شده و توسط Sinfonia of London نواخته شده و به رهبری نیکلاس داد اجرا شده است. این دومین موسیقی متن آرنولد و اولین اثر مهم او بود. هنگام ساخت فیلم، آرنولد به‌تازگی در یک فروشگاه ویدئویی محلی در لندن کار می‌کرد. او چندین ماه را در یک اتاق هتل به ساخت موسیقی متن اختصاص داد و در طول تأخیرها، به دلیل تلاش شرکت‌های فیلم برای به‌دست آوردن حقوق توزیع، زمان بیشتری برای بازنویسی و بهبود موسیقی صرف کرد. آرنولد گفته است: «وقتی اولین بار فیلمنامه Stargate را خواندم، می‌دانستم چه رویکردی باید داشته باشم، که باید تا حد ممکن بزرگ و جسورانه باشد.» او افزود: «هر بار که منظره‌ای شگفت‌انگیز وجود داشت، شخصیت‌ها عقب می‌ایستادند و می‌گفتند 'وای خدای من!' اما جیمز فقط لبخند می‌زد و به سمت آن می‌رفت. این اساس موسیقی Stargate بود، حرکت به جلو با حس شکوه و جلال به‌جای ترس از آنچه در گوشه قرار دارد.»

## انتشار

### سینمایی
Stargate در ایالات متحده و کانادا در ۲۸ اکتبر ۱۹۹۴ منتشر شد.

### رسانه خانگی
این فیلم در سال ۱۹۹۵ بر روی سیستم ویدئوی خانگی و همچنین به‌صورت لیزردیسک کدگذاری‌شده با دالبی دیجیتال که شامل دو دیسک (سه طرف) بود، منتشر شد. اولین دی‌وی‌دی این فیلم در ۱۸ ژوئن ۱۹۹۷ منتشر شد. نسخه بازسازی‌شده‌ای در اکتبر ۱۹۹۹ با عنوان Stargate Special Edition و دوباره در سال ۲۰۰۳ بر روی VHS و دی‌وی‌دی دو دیسکه با نسخه‌های سینمایی و توسعه‌یافته منتشر شد. این فیلم در ۲۹ اوت ۲۰۰۶ بر روی دیسک بلوری منتشر شد.

### شکایت قانونی
در ژانویه ۱۹۹۵، عمر زهدی، یک معلم دبیرستان، شکایتی علیه سازندگان و نویسندگان اصلی فیلم Stargate ارائه کرد و ادعا کرد که آن‌ها طرح و داستان فیلم‌نامه او با عنوان Egyptscape (نوشته‌شده در سال ۱۹۸۴) را به‌عنوان مبنای فیلم Stargate و در نتیجه کل فرنچایز Stargate سرقت کرده‌اند. این شکایت در نهایت به‌صورت توافق خارج از دادگاه حل‌وفصل شد.

### نسخه کارگردان
برش کارگردان شامل چندین صحنه بود که در نسخه اصلی سینمایی حذف شدند. این نسخه با صحنه‌ای کوتاه آغاز می‌شود که ربوده‌شدن انسانی که توسط رع تسخیر شده است را نشان می‌دهد. صحنه دوم اضافه‌شده، بلافاصله پس از حفاری دروازه ستاره‌ای در سال ۱۹۲۸ رخ می‌دهد و نگهبان آنوبیس سنگ‌شده‌ای را در زیر سنگ پوششی شکسته نشان می‌دهد. با این صحنه، تهیه‌کنندگان سعی داشتند ایده‌ای را معرفی کنند که موجوداتی پس از دفن دروازه تلاش کرده بودند از آن عبور کنند، اما این صحنه به دلیل محدودیت زمانی حذف شد.

## واکنش‌ها

### فروش گیشه
این فیلم با استقبال عمومی گرمی مواجه شد و در گیشه ایالات متحده آمریکا مبلغ ۷۱٬۵۶۷٬۲۶۲ دلار فروش داشت و در سطح بین‌المللی ۱۲۵ میلیون دلار دیگر به‌دست‌آورد که در مجموع فروش جهانی آن به ۱۹۶٬۵۶۷٬۲۶۲ دلار رسید. این فیلم در زمان خود رکورد بیشترین فروش افتتاحیه برای فیلمی که در ماه اکتبر منتشر شده است را شکست. این رکورد برای چهار سال حفظ شد تا اینکه در سال ۱۹۹۸ فیلم مورچه‌ای به نام زی آن را شکست.
در اولین اکران خود، Stargate بیش از انتظارات صنعت فیلم‌سازی پول‌ساز بود، با وجود نقدهای نه‌چندان مثبت. برخی آن را فیلمی برجسته در کارنامه امریش می‌دانند. این فیلم در هفته اول اکران خود در اکتبر ۱۹۹۴ بیش از ۱۶٬۶۵۱٬۰۰۰ دلار در ایالات متحده فروش داشت و در رتبه ۳۵ام فیلم‌های پرفروش اکتبر قرار گرفت.

### نقدهای منتقدان
در سایت راتن تومیتوز، این فیلم با امتیاز ۵۳٪ بر اساس ۵۱ نقد، میانگین امتیاز ۵٫۴/۱۰ را کسب کرده است. نظر کلی منتقدان می‌گوید: «Stargate جلوه‌های بصری جذاب و جیمز اسپیدر برای توصیه دارد، اما شخصیت‌پردازی کلیشه‌ای و فیلمنامه نامنسجم آن را به دریچه‌ای به خستگی تبدیل می‌کند.» در متاکریتیک، این فیلم امتیاز میانگین ۴۲ از ۱۰۰ را بر اساس ۱۷ نقد دریافت کرده است، که نشان‌دهنده نقدهای «مختلط یا متوسط» است.
بیشتر نقدهای منفی به استفاده بیش‌ازحد از جلوه‌های ویژه، ضعف داستان و استفاده مفرط از کلیشه‌ها اشاره داشتند. راجر ایبرت گفت: «فیلم اد وود دربارهٔ بدترین کارگردان تمام دوران ساخته شد تا ما را برای Stargate آماده کند.» ایبرت به فیلم یک ستاره از چهار ستاره داد و حتی بعد از ۱۰ سال، Stargate همچنان در فهرست فیلم‌های موردنفرت او باقی ماند. بااین‌حال، نقدهای مثبت این فیلم را به‌عنوان «یک اثر کلاسیک کمپ سریع» تحسین کرده و از جلوه‌های ویژه و ارزش سرگرمی آن ستایش کرده‌اند.

### جوایز
در سال ۱۹۹۵، Stargate برای دریافت جوایز مختلف سینمایی در سراسر جهان مورد توجه قرار گرفت. این فیلم موفق به کسب ۶ جایزه از میان ۱۰ نامزدی شد.
| جایزه                                                     | دسته                                         | دریافت‌کنندگان                      | نتیجه    |
| --------------------------------------------------------- | -------------------------------------------- | ---------------------------------- | -------- |
| آکادمی فیلم‌های علمی-تخیلی، فانتزی و ترسناک                | جایزه ساترن بهترین فیلم علمی-تخیلی           | Stargate                           | برنده    |
| آکادمی فیلم‌های علمی-تخیلی، فانتزی و ترسناک                | Saturn Award for Best Costume Design         | Joseph A. Porro                    | نامزدشده |
| آکادمی فیلم‌های علمی-تخیلی، فانتزی و ترسناک                | Saturn Award for Best Special Effects        | Jeffrey A. Okun و پاتریک تاتوپولوس | نامزدشده |
| BMI Film & TV Awards                                      | جایزه موسیقی فیلم BMI                        | دیوید آرنولد                       | برنده    |
| فانتاسپورتو                                               | جایزه فیلم فانتزی بین‌المللی برای بهترین فیلم | رولاند امریش                       | نامزدشده |
| جوایز Germany's Golden Screen                             | پرده طلایی                                   | Stargate                           | برنده    |
| جایزه هوگو                                                | جایزه هوگو بهترین نمایش درام                 | Stargate                           | نامزدشده |
| Sci-Fi Universe Magazine: Universe Reader's Choice Awards | بهترین فیلم علمی-تخیلی                       | Stargate                           | برنده    |
| Sci-Fi Universe Magazine: Universe Reader's Choice Awards | بهترین جلوه‌های ویژه در یک فیلم ژانر          | Jeffrey A. Okun                    | برنده    |
| Sci-Fi Universe Magazine: Universe Reader's Choice Awards | بهترین بازیگر زن مکمل در یک فیلم ژانر        | میلی آفیتال                        | برنده    |

## رسانه‌های دیگر

### بازی‌های ویدئویی
دو بازی ویدئویی بر اساس این فیلم توسط Acclaim Entertainment منتشر شدند: یک بازی پلتفرم اسکرول جانبی در سال ۱۹۹۵ برای سوپر نینتندو و سگا مگا درایو، و یک بازی ویدئویی معمایی شبیه به تتریس برای سگا گیم گیر و گیم بوی.

### فیلم‌های دنباله لغو شده
دولین و امریش همیشه Stargate را به‌عنوان اولین بخش از یک سه‌گانه فیلم تصور می‌کردند، اما بخش‌های ۲ و ۳ هرگز توسعه نیافتند. در کامیک‌کان ۲۰۰۶، دوازده سال پس از انتشار فیلم اصلی، دولین اظهار داشت که در حال مذاکره اولیه با دارندگان حق‌امتیاز MGM برای آوردن دو بخش نهایی به پرده سینما است.
به گفته دولین، فیلم دوم قرار بود حدود دوازده سال پس از فیلم اصلی باشد، با کشفی که جکسن را به زمین بازمی‌گرداند و منجر به کشف یک دروازه ستاره‌ای جدید می‌شد. داستان دوم قرار بود از اسطوره‌شناسی متفاوتی نسبت به مصر باستان که پس‌زمینه فیلم اصلی بود استفاده کند، در حالی که قسمت سوم این اسطوره‌شناسی‌ها را به‌هم متصل می‌کرد تا نشان دهد «تمام اسطوره‌ها در واقع با یک موضوع مشترک به‌هم مرتبط هستند که تاکنون متوجه آن نشده‌ایم.» دولین اظهار داشت که امیدوار است ستاره‌های اصلی کرت راسل (کلنل جک انیل) و جیمز اسپیدر (دکتر دنیل جکسن) را برای دنباله‌ها به خدمت بگیرد. بازیگران ظاهراً علاقه خود را برای مشارکت در پروژه ابراز کرده بودند.

### رمان‌های سریالی
بر اساس یادداشت‌های امریش، Bill McCay مجموعه‌ای از پنج رمان نوشت که داستانی را که خالقان اصلی در نظر داشتند، ادامه می‌داد. این داستان شامل انسان‌های زمینی، مردم محلی و جانشینان رع بود.

### اسپین‌آف‌های تلویزیونی
برنامه CD-ROM Secrets of Stargate که پس از فیلم منتشر شد، نشان می‌داد که جلوه‌های ویژه چگونه ساخته شده‌اند و شامل پشت‌صحنه فیلم و مصاحبه‌هایی با بازیگران و اعضای تولید بود. دین دولین در نهایت حقوق فیلم را به مترو گلدوین میر (MGM) واگذار کرد. سپس در سال ۱۹۹۶، MGM برد رایت و Jonathan Glassner را برای ساخت یک اسپین‌آف (رسانه) تلویزیونی استخدام کرد. دروازه ستارگان اس‌جی-۱ در ۲۷ ژوئیه ۱۹۹۷ در کانال اشتراکی آمریکایی شوتایم به نمایش درآمد و پس از ده فصل در سال ۲۰۰۷ به پایان رسید. Stargate SG-1 خود الهام‌بخش سریال انیمیشنی غیررسمی Stargate Infinity (2002–03) و سریال‌های تلویزیونی زنده Stargate Atlantis (2004–09) و Stargate Universe (2009–11) بود.

#### تفاوت‌های فیلم و مجموعه تلویزیونی

طرح مفهومی از شکل انسانی اولیه رع توسط پاتریک تاتوپولوس.

خالقان و تهیه‌کنندگان اجرایی SG-1، برد رایت و جاناتان گلسنر، با معرفی چندین مفهوم جدید در طول تولید سریال‌های SG-1 و Atlantis، داستان اصلی را تغییر دادند. در مجموعه تلویزیونی، شخصیت‌ها توسط بازیگران مختلفی بازی شدند و املای نام‌ها نیز تغییر کرد. دنیل جکسن در فیلم توسط جیمز اسپیدر و در سریال توسط مایکل شنکس بازی شد. شخصیت جاناتان "جک" اونیِل که در فیلم توسط کرت راسل به‌صورت یک کلنل جدی به تصویر کشیده شده بود، در SG-1 توسط ریچارد دین اندرسون با نام جاناتان "جک" اونیِل (با دو "l") بازی شد. شخصیت فرنچ استوارت، ستوان لوییس فررتی، در SG-1 توسط Brent Stait بازی شد و به یک سرگرد ارتقا یافت. همچنین، املای نام همسر دنیل جکسن از "Sha'uri" به "Sha're" و نام همسر اونیِل از "Sarah" به "Sara" تغییر کرد. (به‌طور مشابه، نام پسر اونیِل از "Tyler" در فیلم به "Charlie" در سریال تغییر یافت)
محل فرماندهی دروازه ستاره‌ای از یک تأسیسات نظامی خیالی واقع در Creek Mountain به مجتمع نظامی Cheyenne Mountain Complex منتقل شد. سیاره ناشناس فیلم در سریال Abydos نام گرفت و فاصله آن از زمین از میلیون‌ها سال نوری (در کهکشانی کاملاً متفاوت به نام "کهکشان کالیوم") به نزدیک‌ترین سیاره دارای دروازه ستاره‌ای به زمین، در همان کهکشان زمین، تغییر یافت. همچنین در SG-1، سفرهای دروازه ستاره‌ای به شبکه دروازه‌های کهکشان راه شیری محدود می‌شود، مگر اینکه انرژی عظیمی برای طولانی کردن کرم‌چاله زیرفضایی به یک دروازه در کهکشان دیگر استفاده شود. رع که در فیلم به‌عنوان آخرین بازمانده از یک نژاد ناشناس و گونه‌ای انسان‌نما با چشمان بزرگ و بدون ویژگی‌های صورت معرفی شد، در SG-1 یکی از اعضای نژاد فرلینگ، موجوداتی انگلی مانند مارماهی، معرفی شد.
تغییراتی نیز در خود دروازه ستاره‌ای اعمال شد. مجموعه منحصربه‌فرد ۳۹ نماد دروازه ستاره‌ای در فیلم با مفهومی جایگزین شد که شامل ۳۸ نماد مشترک برای تمام دروازه‌ها (نمادهای زمین مبتنی بر صورت‌های فلکی زمین) به‌علاوه یک نماد نقطه مبدأ منحصربه‌فرد برای هر دروازه است. در حالی که اثر kawoosh در فیلم با فیلم‌برداری از چرخش واقعی آب در یک لوله شیشه‌ای ساخته شده بود و شبیه یک گرداب در پشت دروازه بود، در سریال تلویزیونی این اثر به‌طور کامل با استفاده از گرافیک رایانه‌ای توسط شرکت کانادایی Rainmaker ایجاد شد.
در آغاز فصل ۹ SG-1، توالی اصلی عبور کرم‌چاله که در فیلم و سریال تا آن نقطه استفاده می‌شد، با توالی جدیدی مشابه با استفاده‌شده در Stargate Atlantis جایگزین شد، اما به رنگ آبی که در فیلم و SG-1 بود. در Atlantis به رنگ سبز و در Universe به رنگ سفید بود.

### بازراه‌اندازی
در ۵ سپتامبر ۲۰۱۳، رولاند امریش در مصاحبه‌ای با دیجیتال اسپای اعلام کرد که او و MGM در حال برنامه‌ریزی برای یک بازراه‌اندازی Stargate به‌صورت یک سه‌گانه هستند. در ۲۹ مه ۲۰۱۴، اعلام شد که MGM و برادران وارنر برای بازراه‌اندازی به‌صورت یک سه‌گانه با امریش به‌عنوان کارگردان، دولین به‌عنوان تهیه‌کننده و نیکلاس رایت و جیمز ای. وودز به‌عنوان نویسندگان همکاری می‌کنند. در ۱۷ نوامبر ۲۰۱۶، دولین به امپایر گفت که برنامه‌های مربوط به بازراه‌اندازی و احتمالاً یک سری جدید متوقف شده است. در ۱۴ آوریل ۲۰۲۳، اعلام شد که MGM در حال بازراه‌اندازی فرنچایزهای فیلم و تلویزیونی خود از جمله Stargate است.